# エディ・バッジョ
エディ・バッジョ（Eddy Baggio、1974年8月23日 - ）は、イタリア共和国ヴェネト州ヴィチェンツァ県カルドーニョ出身の元サッカー選手。兄は元イタリア代表のロベルト・バッジョであるが、兄と違いセリエAではプレー経験はない。
サレルニターナ・カルチョ1919、ヴィチェンツァ・カルチョなどセリエBからセリエC2のクラブでプレーし、セリエBでは通算86試合に出場して18ゴールを挙げている。

## 所属クラブ
- 1994年 - 0000年  ACパラッツォーロ 27試合 6得点
- 1994年 - 1995年  ACプラート 6試合 0得点
- 1995年 - 1998年  Giorgione 89試合 31得点
- 1998年 - 1999年  アンコーナ・カルチョ 32試合 11得点
- 1999年 - 2000年  アスコリ・カルチョ1898 27試合 22得点
- 2000年 - 2001年  アンコーナ・カルチョ 26試合 7得点
- 2001年 - 2002年  カルチョ・カターニア 28試合 18得点
- 2002年 - 2003年  サレルニターナ・カルチョ1919 27試合 6得点
- 2003年 - 2004年  ヴィチェンツァ・カルチョ 22試合 3得点
- 2004年 - 0000年  カルチョ・カターニア 11試合 2得点
- 2004年 - 2005年  スペツィア・カルチョ 15試合 6得点
- 2005年 - 2008年  ピサ・カルチョ 30試合 14得点
- 2008年 - 0000年  カルチョ・ポルトグルアーロ・スンマーガ 5試合 0得点
- 2008年 - 2009年  ACサンジョヴァネーゼ 14試合 1得点
- 2009年 - 2010年  Campitello 8試合 2得点
- 2010年 - 0000年  Amerina 19試合 10得点

## 代表歴
U-17イタリア代表 1991
- 代表デビュー：1991年8月16日 vs アメリカ
- 代表通算：2試合出場 0得点
- 1991 FIFA U-17世界選手権